# Pelastoneurus pectinifer
Pelastoneurus pectinifer är en tvåvingeart som beskrevs av Octave Parent 1934. Pelastoneurus pectinifer ingår i släktet Pelastoneurus och familjen styltflugor.
Artens utbredningsområde är Kongo. Inga underarter finns listade i Catalogue of Life.